# Soponyono
Soponyono is een bestuurslaag in het regentschap Tanggamus van de provincie Lampung, Indonesië. Soponyono telt 1767 inwoners (volkstelling 2010).